# 古川啓三
古川 啓三（ふるかわ けいぞう、1934年4月25日 - 1984年10月6日）は岡山県倉敷市出身のプロ野球選手（捕手）・コーチ。

## 経歴
倉敷老松高等学校ではエース細羽良弼（松下電器）を擁し、1952年春季岡山大会決勝に進出するが、南海高に敗退。同年夏の甲子園県予選では1年下の安原達佳ともバッテリーを組むが、甲子園出場はならなかった。
高校卒業後は法政大学へ進学。当時の東京六大学リーグは明大、早大の全盛期で優勝には届かなかったが、1956年秋季リーグではベストナイン（捕手）に選出される。大学同期に投手の根岸照昌（日本コロムビア）、外野手の斎田忠利がいた。
大学卒業後は日本コロムビアに入社。大学同期の根岸とバッテリーを組み、1957年の都市対抗に出場。準々決勝に進むが松下電器に敗退。この時の救援投手に鈴木隆（川崎トキコから補強）がいた。翌1958年の都市対抗にも連続出場。
1959年に大阪タイガースへ入団。即戦力として期待され、同年は終盤の5試合に先発マスクを被るが、山本哲也ら捕手陣の壁は厚く、僅か3年後の1961年限りで現役を引退。
その後も阪神に残留し、一軍投手コーチ（1962年, 1964年 - 1966年）・二軍バッテリーコーチ（1963年）を歴任。一軍投手コーチ時代はブルペンを担当し、青田昇ヘッドコーチからは「実際の球を受けて投手の実態を報告せよ」と指示されていた。村山実、小山正明、ジーン・バッキーの三本柱で確実に勝星を稼ぎながら谷間の日を他の投手で埋め、投手力での優勝を果たした。捕球以外にもノックなど練習相手になっていたが、体力の限界を迎えて辞任。1984年10月6日死去。50歳没。

## 詳細情報

### 年度別打撃成績
| 年 度     | 球 団     | 試 合 | 打 席 | 打 数 | 得 点 | 安 打 | 二 塁 打 | 三 塁 打 | 本 塁 打 | 塁 打 | 打 点 | 盗 塁 | 盗 塁 死 | 犠 打 | 犠 飛 | 四 球 | 敬 遠 | 死 球 | 三 振 | 併 殺 打 | 打 率 | 出 塁 率 | 長 打 率 | O P S |
| --------- | --------- | ----- | ----- | ----- | ----- | ----- | -------- | -------- | -------- | ----- | ----- | ----- | -------- | ----- | ----- | ----- | ----- | ----- | ----- | -------- | ----- | -------- | -------- | ----- |
| 1959      | 阪神      | 14    | 15    | 14    | 0     | 4     | 1        | 0        | 0        | 5     | 0     | 0     | 0        | 0     | 0     | 1     | 0     | 0     | 2     | 0        | .286  | .333     | .357     | .690  |
| 1960      | 阪神      | 4     | 5     | 5     | 0     | 0     | 0        | 0        | 0        | 0     | 0     | 0     | 0        | 0     | 0     | 0     | 0     | 0     | 0     | 0        | .000  | .000     | .000     | .000  |
| 1961      | 阪神      | 10    | 17    | 14    | 3     | 4     | 2        | 0        | 0        | 6     | 1     | 1     | 0        | 1     | 0     | 2     | 0     | 0     | 3     | 0        | .286  | .375     | .429     | .804  |
| 通算：3年 | 通算：3年 | 28    | 37    | 33    | 3     | 8     | 3        | 0        | 0        | 11    | 1     | 1     | 0        | 1     | 0     | 3     | 0     | 0     | 5     | 0        | .242  | .306     | .333     | .639  |

### 背番号
- 22 （1959年 - 1961年）
- 64 （1962年 - 1966年）